# Покахонтас (окръг, Айова)
Окръг Покахонтас (на английски: Pocahontas County) е окръг в щата Айова, Съединени американски щати. Площта му е 1500 km², а населението - 8662 души (2000). Административен център е град Покахонтас.